# Лукиничи
Лукиничи — деревня в Краснинском районе Смоленской области России. Входит в состав Мерлинского сельского поселения. Население — 39 жителей (2007 год).
Расположена в западной части области в 17 км к северо-востоку от Красного, в 0,5 км южнее автодороги Р135 (Смоленск — Красный — Гусино), на берегу реки Теплуха. В 12 км севернее деревни расположена железнодорожная станция Вонлярово на линии Москва — Минск.

## История
В годы Великой Отечественной войны деревня была оккупирована гитлеровскими войсками в июле 1941 года, освобождена в сентябре 1943 года.